# Velká synagoga (Sydney)
Velká synagoga je synagoga vystavěná v pseudomaurském a novogotickém slohu. Stojí v australském městě Sydney na ulici Elizabeth Street.

## Historie a popis
Podnět ke stavbě Velké synagogy byl iniciován z návrhu architekta Thomase Rowea. Synagoga byla vysvěcena v roce 1878, postavena o pět let později. Kombinuje prvky charakteristické pro byzantský a gotický sloh.
Židovská komunita v Sydney, která existuje od dob první kolonizace Austrálie, se zprvu scházela v pronajatých prostorách před vystavěním vlastní synagogy v egyptském stylu dle návrhu Jamese Humea z roku 1844.
Současná synagoga má tradiční vyvýšený prostor (galerii) pro ženy. Dříve se bema (pódium pro čtenáře) nacházela v prostředku synagogy, ale pro zvětšení kapacity byla roku 1906 přesunuta k západní zdi budovy.
V průběhu let byly postupně prováděny různé úpravy detailů okrasných prvků. Byla postavena knihovna Rabína Falka, zavedena elektřina, zavěšeny lustry a instalován výtah.